# Lakshmi

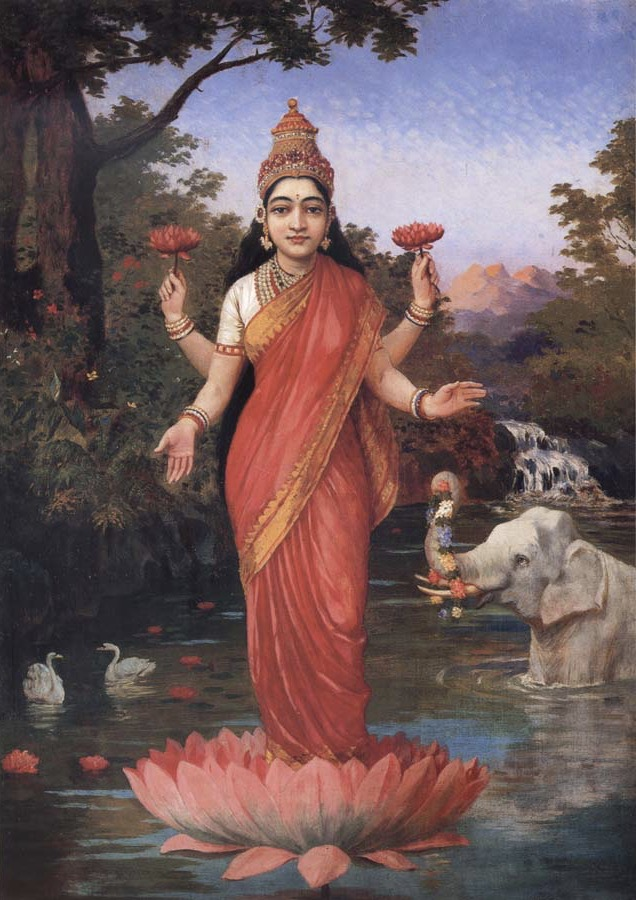
Lakshmi

Lakshmi är välståndets och rikedomens gudinna inom hinduismen, och Vishnu den godes maka. Hon härskar över rikedom, ljus, visdom, andligt och materiellt välstånd samt lycka, skönhet och fruktbarhet. Hon är en av de mest omtyckta gudinnorna och tillbeds som husgudinna hos många hinduer. Hennes speciella månad är oktober, då en puja tillägnas henne.
Ordet Lakshmi är sanskrit och betyder mål. Hon kallas även ibland för ”Shri” som betyder ”Den Lyckobringande”. Det som kännetecknar Lakshmi är lotusblomman som är gudinnans särskilda blomma och hon kallas ibland även för ”Lotusen”. Hon avbildas oftast sittande eller stående på en blommande lotus. Hon har fyra armar där två av dem håller i lotusblommor. Lotusblomman står för renhet, fruktbarhet och andlig makt. De fyra armarna symboliserar livets olika stadier: dharma (uppfyllelse av rituella och sociala plikter), artha (ekonomisk rikedom och politisk makt), kama (estetisk och erotisk njutning) och moksha (befrielse från återfödelse). Lakshmi avbildas också med guldmynt rinnande ner från ena handen som en symbol för välstånd. Hon bär oftast röda kläder med guldinslag där det röda symboliserar aktivitet och guldet symboliserar välstånd.
Lakshmi finns representerad både i den tidigare och den senare traditionen. I den tidiga traditionen finns den tydligaste bilden av gudinnan i den vediska litteraturen. Där tillbeds hon för att ge välstånd och för att bland annat skänka människorna boskap, hästar och guld. I detta sammanhang nämns också två saker som vanligtvis förekommer i avbildningar, lotusblomman och elefanten. Det är först i den senare traditionen hon blir en betydelsefull gudinna. Det är i eposen Mahabharata, Ramayana och i Purantexterna som hon nämns och som hon blir en viktig gudinna. Det är också först här som hon förekommer tillsammans med guden Vishnu.
Lakshmi ses som en förebild för en hinduisk hustru, som enligt traditionen ska lyda sin make och tillfredsställa hans behov.